# Gare de Bouskoura
La gare de Bouskoura est une gare ferroviaire se situant dans la ville de Bouskoura, dans la banlieue sud de Casablanca.

## Service des voyageurs

### Intermodalité
La gare est desservie par la ligne 307 du réseau Casabus et à proximité (à l'arrêt Parc Aquatique) par les lignes 106 et 200 du même réseau.